# Фронтит

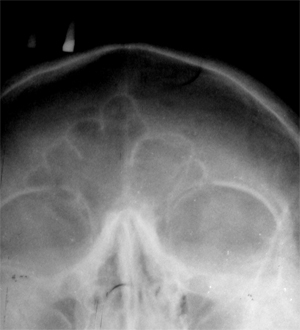
Рентгенограма фронтальних повітряних пазух в нормі.

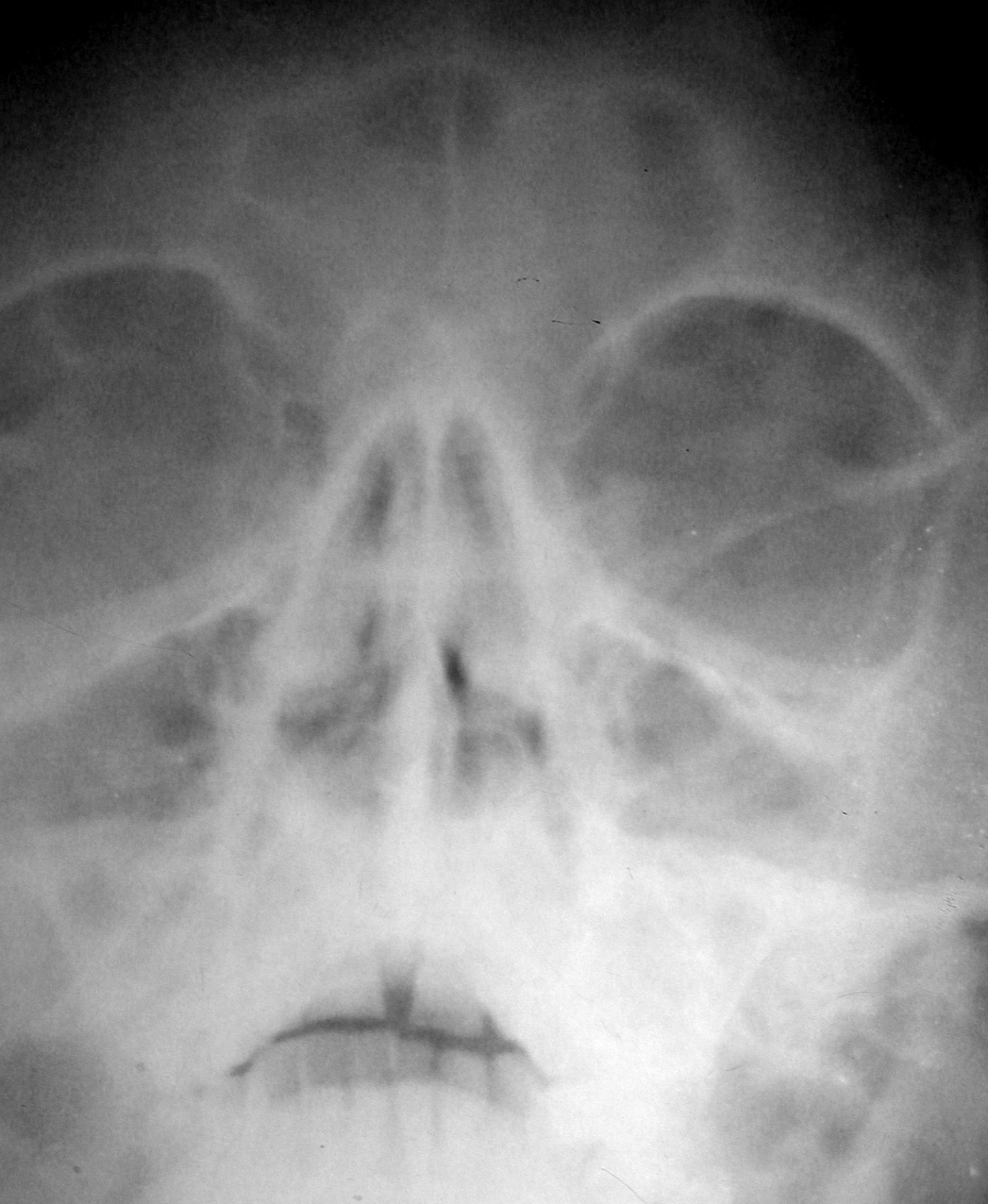
Рентгенограма фронтальних повітряних пазух з підозрою на фронтит.

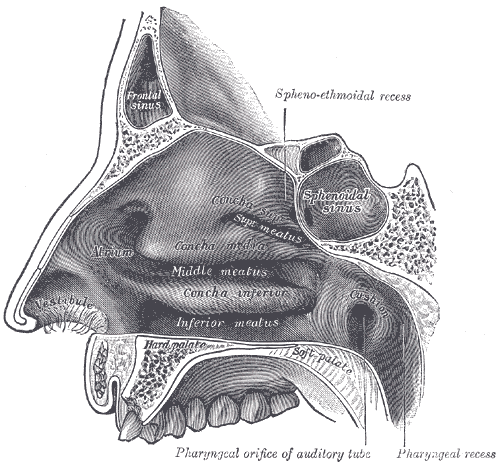
Фронтальний синус на сагітальному зрізі лобної кістки

Фронти́т (лат. frontitis), також фронтальний або лобний синусит — вид синуситу, запалення слизової оболонки лобових пазух (sinus frontales).

## Етіологія, види і перебіг
Фронтит нерідко виникає як ускладнення інфекційних захворювань.
В етіології фронтиту значна роль належить патогенній флорі.
Фронтити поділяються на гострі (катаральні та гнійні) і хронічні (гнійні, серозно-катаральні і змішані).

## Бактеріологія
Найчастіше при діагносиці пацієнтів, виявляють посіви пневмококів, гемофільну паличку, моракселлу катараліс, золотистого стафілокока, піогненного стрептокока та анаеробні бактерії.

## Фактори ризику
До факторів ризику, які збільшують ймовірність захворювання відносять часті простуди, алергії, паління, збільшення зрозміру мигдалин і слабкий імунітет.
Анатомічним фактором ризику можна вважати будову носової перегородки.

## Клінічні прояви
Ознаки гострого фронтиту: головний біль (переважно у лобній ділянці), біль в очах, можливі гнійні та слизові виділення, гарячка; температура переважно субфебрильна при хронічному фронтиті — тривалий стійкий нежить (виділення, головним чином, з однієї ніздрі), на рентгенівських знімках ділянка лобних пазух зі зниженою прозорістю.
Хронічний фронтит, як правило, комбінується з ураженням клітин решітчастого лабіринту, наслідком чого є утворення поліпів.
Клінічні прояви: відчуття тиску в ділянці лобних пазух і перенісся; можливі нориці у медіальному куті ока; тупий біль в усій лобній ділянці, який посилюється при нахиленні голови донизу.

## Симптоми ускладнень
При погіршенні загального стану, сильному болю та набряку повік, двоїнні у очах чи сплутаності свідомості, можна вважати, що хвороба загострюється та має ускладнення.
Також ускладнення можуть супроводжуватись гайморитом, етмоїдитом, менінгитом, абсцесом очниці, сепсисом та остіомієлітом лобної кістки.

## Лікування
- Консервативне лікування : дієвим засобом лікування фронтитів є введення у порожнину носа судинозвужуючих засобів (ефедрин, адреналін); при гострому фронтиті — сульфаніламідні препарати, антибіотики, фізіотерапевтичні засоби.

Серед антибактеріальних препаратів найбільшу перевагу надають амоксициліну, доксицикліну, цефалоспоринам I і II покоління.У дітей рекомендована комбінована терапія пероральним цефалоспорином третього покоління (цефіксим або цефподоксим) і кліндаміцином.
- Пункція лобних пазух;
- Хірургічне втручання- операція показана, якщо хвороба триває більше трьох тижнів..